# Dévonien moyen
Stratigraphie
Dévonien inférieur Dévonien supérieur
Le Dévonien moyen est la deuxième des trois époques du Dévonien s’étendant de 393,3 ± 1,2 à 382,7 ± 1,6 millions d’années. Il est suivi par le Dévonien supérieur et précédé par le Dévonien inférieur.

## Subdivisions
Le Dévonien moyen est subdivisé en deux étages géologiques, le Givétien et l'Eifélien. Les datations des subdivisions ont été revues par la Commission internationale de stratigraphie (ICS) en 2012,.
| Givétien | (387,7 ± 0,8 à 382,7 ± 1,6 Ma) |
| Eifélien | (393,3 ± 1,2 à 387,7 ± 0,8 Ma) |

## Sources et références
- Cet article est partiellement ou en totalité issu de l'article intitulé « Dévonien » (voir la liste des auteurs).

1. ↑  [PDF] (en) « International chronostratigraphic chart (2012) », sur stratigraphy.org.
2. ↑  (en) F.M. Gradstein, J.G Ogg, M. Schmitz et G. Ogg, The Geologic Time Scale 2012, Elsevier, 2012, 1176 p. (ISBN 978-0-444-59448-8, lire en ligne).